# Microchilus xeranthum
Microchilus xeranthum är en orkidéart som beskrevs av Paul Ormerod. Microchilus xeranthum ingår i släktet Microchilus och familjen orkidéer. Inga underarter finns listade i Catalogue of Life.